# Sybrand Engelbrecht (Cricketspieler)
Sybrand Abraham Engelbrecht (* 15. September 1988 in Johannesburg, Südafrika) ist ein südafrikanischer Cricketspieler, der seit 2023 für die niederländische Nationalmannschaft spielt.

## Kindheit und Ausbildung
Engelbrecht war Teil der südafrikanischen Vertretung bei der ICC U19-Cricket-Weltmeisterschaft 2008. Er absolvierte ein Studium zum MBA an der University of Stellenbosch Business School.

## Aktive Karriere
Engelbrecht gab sein First-Class-Debüt für die Northerns in der Saison 2007/08. Er stieg schnell zu den Cape Cobras auf und konnte sich dort etablieren. Mit ihnen nahm er an der Champions League Twenty20 2014 teil. Im Dezember 2015 wurde er kurzzeitig für eine illegale Bowling-Technik gesperrt. Nach der Saison verlor er dennoch seinen Vertrag mit den Cobras. Im Dezember 2016 trat er von allen Formen des Crickets zurück. Er widmete sich dem Geschäftsleben und ging seinem Studium nach. Im Jahr 2021 wurde er von seinem Unternehmen in die Niederlande entsandt. Dort nahm er beim Voorburg Cricket Club das Cricketspielen wieder auf.
Im Vorlauf für den Cricket World Cup 2023 wurde er dann von den Niederlanden in die Nationalmannschaft berufen. Dort gab er gegen Neuseeland sein ODI-Debüt. Bei dem Turnier erzielte er gegen Sri Lanka (70 Runs) und Afghanistan (58 Runs) jeweils ein Fifty. Im Februar 2024 wurde er für ein Drei-Nationen-Turnier in Nepal berufen und gab dort gegen den Gastgeber sein Twenty20-Debüt, wobei er als Spieler des Spiels ausgezeichnet wurde. In seinem zweiten Spiel erzielte er gegen Namibia ein Fifty über 75 Runs. Daraufhin wurde er für den ICC Men’s T20 World Cup 2024 nominiert.